# Gendreville
Gendreville és un municipi francès, situat al departament dels Vosges i a la regió del Gran Est. L'any 2007 tenia 111 habitants.

## Demografia

### Població
El 2007 la població de fet de Gendreville era de 111 persones. Hi havia 48 famílies, de les quals 12 eren unipersonals (4 homes vivint sols i 8 dones vivint soles), 20 parelles sense fills i 16 parelles amb fills.
La població ha evolucionat segons el següent gràfic:
Habitants censats

### Habitatges
El 2007 hi havia 69 habitatges, 49 eren l'habitatge principal de la família, 9 eren segones residències i 11 estaven desocupats. Tots els 69 habitatges eren cases. Dels 49 habitatges principals, 43 estaven ocupats pels seus propietaris, 3 estaven llogats i ocupats pels llogaters i 3 estaven cedits a títol gratuït; 1 tenia dues cambres, 5 en tenien tres, 15 en tenien quatre i 29 en tenien cinc o més. 41 habitatges disposaven pel capbaix d'una plaça de pàrquing. A 21 habitatges hi havia un automòbil i a 24 n'hi havia dos o més.

### Piràmide de població
La piràmide de població per edats i sexe el 2009 era:
| Homes | Edats   | Dones |
| ----- | ------- | ----- |
| 0     | 95 o +  | 0     |
| 0     | 90 a 94 | 0     |
| 0     | 85 a 89 | 0     |
| 0     | 80 a 84 | 0     |
| 4     | 75 a 79 | 0     |
| 4     | 70 a 74 | 0     |
| 0     | 65 a 69 | 0     |
| 16    | 60 a 64 | 12    |
| 0     | 55 a 59 | 8     |
| 8     | 50 a 54 | 0     |
| 0     | 45 a 49 | 4     |
| 8     | 40 a 44 | 0     |
| 4     | 35 a 39 | 4     |
| 4     | 30 a 34 | 0     |
| 0     | 25 a 29 | 4     |
| 0     | 20 a 24 | 0     |
| 4     | 15 a 19 | 4     |
| 8     | 10 a 14 | 0     |
| 0     | 5 a 9   | 0     |
| 4     | 0 a 4   | 4     |

## Economia
El 2007 la població en edat de treballar era de 69 persones, 51 eren actives i 18 eren inactives. De les 51 persones actives 46 estaven ocupades (31 homes i 15 dones) i 5 estaven aturades (2 homes i 3 dones). De les 18 persones inactives 5 estaven jubilades, 3 estaven estudiant i 10 estaven classificades com a «altres inactius».
Activitats econòmiques
L'any 2000 a Gendreville hi havia 4 explotacions agrícoles.

## Poblacions més properes
El següent diagrama mostra les poblacions més properes.